# Enema de humo de tabaco

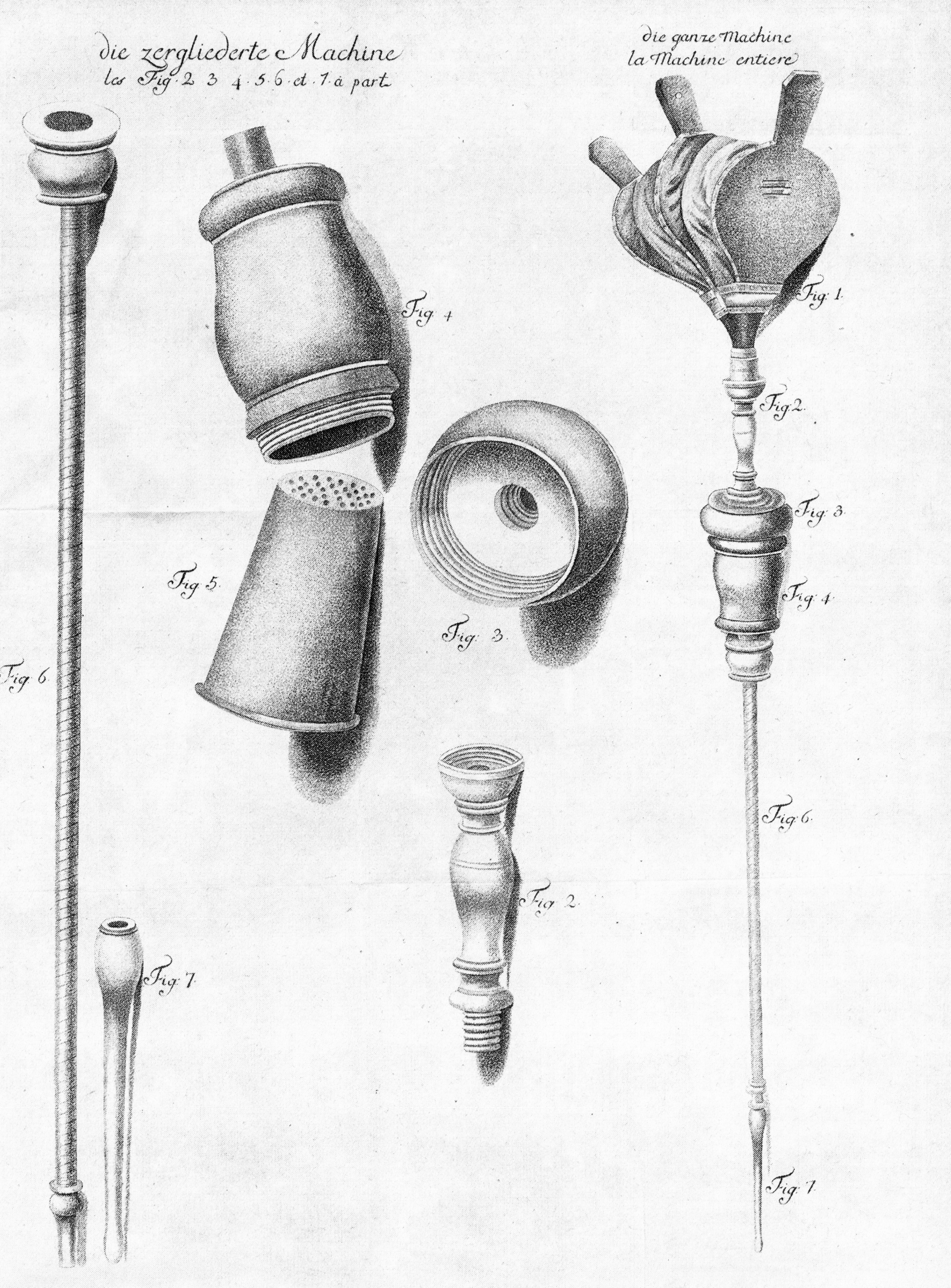
Un dibujo de un libro del año 1776 que muestra un dispositivo para enemas de huma de tabaco, consistente en una boquilla, un fumigador y un fuelle

El enema de humo de tabaco, una insuflación del humo del tabaco en el recto por enema, fue un tratamiento médico empleado por los médicos europeos para una amplia gama de dolencias.
El tabaco tuvo el reconocimiento de medicamento poco después de que fuera importado desde el Nuevo Mundo y el humo del tabaco fue utilizado por los médicos occidentales como una técnica contra el frío y el adormecimiento, pero su aplicación por enema fue una técnica adaptada de los pueblos indígenas de América del norte. El procedimiento fue utilizado para tratar el dolor de tripa, e incluso para intentar reanimar a las víctimas de ahogamiento. A menudo los enemas de tabaco líquido se practicaban para aliviar los síntomas de las hernias.
En los primeros años del siglo XIX, estas prácticas disminuyeron, cuando se descubrió que el principal agente activo del humo del tabaco, la nicotina, era tóxica.

## El tabaco en la medicina

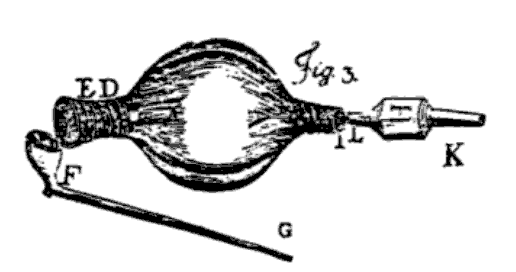
Un dispositivo más simple y portable.
A: Vejiga de cerdo
FG: Pipa.
D: Boquilla a la que se une la pipa.
E: Grifo.
K: Cono para inserción rectal.

Hasta su descubrimiento e importación desde el Nuevo Mundo, el tabaco se desconocía en la medicina occidental. Los europeos no ignoraban los efectos del humo; el incienso había sido utilizado desde la antigüedad, y los efectos psicoactivos de las semillas de cáñamo tostadas era bien conocidos por los escitas y tracios. El antiguo médico griego Hipócrates recomendó la inhalación de humo para curar las "enfermedades de la mujer", tal y como hiciera Plinio el Viejo para la tos. Los primeros exploradores occidentales descubrieron como los nativos americanos usaban las hojas del tabaco para diversas finalidades, entre ellas el culto religioso. Pronto se dieron cuenta de que los americanos también utilizaban el tabaco para propósitos medicinales. El diplomático francés Jean Nicot usaba una cataplasma de tabaco como analgésico y Nicolás Monardes recomendaba el tabaco como tratamiento para una larga lista de enfermedades como el cáncer, dolores de cabeza, problemas respiratorios, cólicos estomacales, gota, parásitos intestinales y enfermedades femeninas. La ciencia médica contemporánea dio demasiada importancia a la teoría humoral, y durante ese breve período el tabaco se convirtió en una panacea. Se mencionó su uso en el vademécum como una técnica contra el frío y la somnolencia provocadas por ciertas afecciones, su eficacia se basaba en su capacidad para absorber la humedad, calentando partes del cuerpo y por lo tanto manteniendo el equilibrio tan importante para estar sano. En un intento por frenar las enfermedades, el tabaco también fue usado para fumigar edificios.
La introducción del humo del tabaco por un tubo a través del recto para estimular la respiración fue una técnica practicada por primera vez por los indios de América del norte. Un ejemplo precoz del uso de este procedimiento fue descrito en 1686 por Thomas Sydenham, que para tratar una obstrucción intestinal prescribió primero una sangría, seguido por un enema del humo del tabaco:
En este caso, por tanto, concibo lo más apropiado sangrar primero en el brazo, y una o dos horas después inyectar por enema un potente purgante; y no conozco ninguno tan potente y eficaz como el humo del tabaco, introducido en las entrañas a través de una vejiga y una pipa invertida, lo que puede repetirse después de un corto intervalo, si produciendo excremento, no consigue abrir paso hacia abajo.
Los enemas de humo del tabaco también fueron utilizados por agricultores daneses del siglo XIX, en caballos que necesitaban laxantes, y el antropólogo estadounidense Frank Speck relató que los actuales nativos americanos Catawba también trataban a sus caballos con esa técnica.

## Opinión Médica
Para los médicos de la época, el tratamiento apropiado para la "muerte aparente" era calor y estimulación. Anne Greene, una mujer condenada a morir en la horca en 1650 por el supuesto asesinato de su hijo mortinato, fue encontrada viva por los anatomistas. Los médicos la revivieron vertiéndole licor caliente por la garganta, frotando sus miembros y extremidades, realizando una sangría, aplicando cataplasmas calientes y con un «enema aromático caliente que se repartiera dentro de su cuerpo, para calentar sus entrañas». Después de acostarla en una cama con otra mujer, para mantenerla caliente, se recuperó por completo y fue indultada.
La respiración artificial y la inyección del humo en los pulmones o en el recto se consideraron técnicas indistintamente útiles, pero el enema de humo fue considerado el método más potente, debido a sus supuestas propiedades estimulantes y caloríficas. Los holandeses experimentaron con técnicas de insuflación de los pulmones, como tratamiento para quienes caían en los canales y aparentemente se ahogaban. También se les prescribía inyección rectales del humo del tabaco a los pacientes como estimulante respiratorio.
Richard Mead fue uno de los primeros investigadores occidentales que aconsejó enemas del humo del tabaco para reanimar a las víctimas de ahogamiento, cuando en 1745 recomendó enemas de tabaco para tratar un ahogamiento yatrogénico causado por terapia de inmersión. Su nombre fue citado en uno de los primeros casos documentados de reanimación por inyección rectal del humo del tabaco, cuando en 1746, se reanimó a una mujer aparentemente ahogada. Siguiendo el consejo de un marinero, el marido de la mujer insertó la cánula de la pipa del marinero en el recto, cubrió la cazoleta con un trozo de papel perforado y "sopló fuerte". La mujer aparentemente revivió.
En la década de 1780, la Royal Humane Society instaló kits de reanimación, incluyendo enemas de humo, en varios puntos a lo largo del río Támesis, y a principios del siglo XIX, los enemas del humo del tabaco se habían convertido en una práctica común en la medicina occidental, considerada por las asociaciones humanitarias tan importante como la respiración artificial.
"Enema de tabaco, respira y sangra.
Mantenga caliente y frote hasta que arda.
Y no escatime esfuerzos en hacer;
Lo que puede que un día necesite usted."
En el año 1805, la aplicación rectal del humo del tabaco era una práctica tan establecida para tratar la obstrucción persistente del tubo digestivo, que los médicos empezaron a realizar experimentos con otros mecanismos de aplicación. En uno de ellos, a un paciente que sufría de convulsión generalizada sin esperanza de recuperación se le practicó un enema de decocción de medio dracma de tabaco en cuatro onzas de agua. La decocción debía funcionar como un potente agente para penetrar y "despertar la sensibilidad" del paciente y poner fin a las convulsiones, sin embargo provocó agitación, náuseas, vómitos y sudoración profusa. A menudo, estos enemas se utilizaban en el tratamiento de las hernias.
En 1843, un hombre de mediana edad murió después de la aplicación realizada para tratar una hernia estrangulada, y en 1847, en un caso similar, a una mujer se le aplicó un enema de tabaco líquido, suplementado con un enema de caldo de pollo y pastillas de opio y calomelanos (cloruro mercurioso), por vía oral. La mujer se recuperó.
En 1811, un escritor médico señaló que "la potencia del enema de tabaco es tan notable, que ha concentrado la atención de los profesionales de una manera extraordinaria. De los métodos y efectos de la exposición al humo del tabaco por el ano, mucho se ha escrito", originando una lista de publicaciones europeas sobre el tema. Los enemas de humo también fueron usados para tratar otras dolencias. En un informe de una revista médica de 1827 se cita a una mujer tratada contra el estreñimiento con enemas de humo recurrentes, con aparente poco éxito. Según un informe de 1835, los enemas de tabaco fueron utilizados con éxito para tratar el cólera "en la etapa de colapso".
Se puede observar, que antes de mi llegada a este caso, ya se habían iniciado los vómitos estercoráeos. Mi objetivo al ordenar los enemas de infusión y humo de tabaco era favorecer la reducción de cualquier hernia oculta o espasmo muscular del intestino que pudiera existir. Ordené también que las cuidadoras de la muchacha, después de que ella tomara el mercurio crudo, la incorporaran en la cama con frecuencia, (ella estaba demasiado débil para hacerlo sola), que la cambiaran de posición de un lado a otro, de frente y costado y viceversa, con el fin de favorecer la gravitación del mercurio al bajo vientre.

## Declive
Los ataques a las teorías sobre la capacidad del tabaco para curar enfermedades habían comenzado en los albores del siglo XVII. El Rey Jacobo I se mostró crítico sobre su efectividad al escribir "no se dignará a curar ninguna enfermedad salvo las de los caballeros aseados." Otros afirmaron que fumar secaba los humores, que el rapé tiznaba el cerebro, y que las personas de edad avanzada no debían fumar ya que estaban secos de forma natural.
Mientras que ciertas creencias sobre la eficacia del humo de tabaco como protección contra la enfermedad persistieron hasta bien entrado el siglo XX, el uso de enemas de humo en la medicina occidental disminuyó a partir de 1811, cuando Benjamin Brodie, a través de la experimentación animal, demostró que la nicotina—el principal agente activo del humo del tabaco—es un tóxico cardíaco que puede detener la circulación de la sangre.